# Fred (Vorname)
Fred ist eine Kurzform zu dem männlichen althochdeutschen Vornamen Manfred (man = Mann; fridu = Friede – der Mann des Friedens). Ebenso von den Namen Alfred und Friedrich oder in seiner Variante Frederick.

## Varianten
- Fredi
- Freddie
- Freddy

## Bekannte Namensträger

### Vorname
- Fred Astaire (1899–1987), amerikanischer Sänger, Tänzer und Schauspieler
- Fred Bertelmann (1925–2014), deutscher Schlagersänger
- Fred Breinersdorfer (* 1946), deutscher Drehbuchautor und Anwalt
- Fred Buljo (* 1988), norwegisch-samischer Musiker und Politiker
- Fred Delmare (1922–2009), deutscher Schauspieler
- Fred Durst (* 1970), US-amerikanischer Rock-Sänger
- Fred Engst (* 1952), US-amerikanischer Ökonom in China
- Fred Gehler (1937–2023), deutscher Filmkritiker und Filmpublizist
- Fred Gérard (1924–2012), französischer Trompeter
- Fred Hall (1898–1954), US-amerikanischer Musiker und Dirigent
- Fred Hume (1892–1967), kanadischer Lacrossespieler, Unternehmer, Politiker, sowie Fußball-, Lacrosse- und Eishockeyfunktionär
- Fred Kogel (* 1960), deutscher Medienmanager
- Fred Merkel (* 1962), US-amerikanischer Motorradrennfahrer
- Fred Metzler (1929–2010), deutscher Moderator und Schauspieler
- Fred L. Metzler (1887–1964), US-amerikanischer Filmfirmenmanager
- Fred Miekley († 1988), deutscher Musikmanager
- Fred Nardin (* 1987), französischer Jazzmusiker
- Fred Neufeld (1869–1945), deutscher Mediziner, Bakteriologe
- Fred Norman (1910–1993), US-amerikanischer Jazzposaunist und Arrangeur
- Fred S. Oldenburg (1937–2016), deutscher Politologe und Ökonom
- Fred Perry (1909–1995), britischer Tennisspieler und Modeschöpfer
- Fred Radig (1965–2019), deutscher Handballspieler
- Fred Rauch (1909–1997), österreichischer Textdichter, Kabarettist und Sänger
- Fred Rutten (* 1962), niederländischer Fußballspieler und -trainer
- Fred Schreiber (* 1970), österreichischer Fernseh- und Radiomoderator
- Fred Sharp (1922–2005), US-amerikanischer Jazzgitarrist
- Fred Sinowatz (1929–2008), österreichischer Altbundeskanzler
- Fred Stanfield (1944–2021), kanadischer Eishockeyspieler und -trainer
- Fred Thieler (1916–1999), deutscher Maler
- Fred Wah (* 1939), kanadischer Dichter, Schriftsteller und ehemaliger Hochschullehrer
- Fred Wander (1917–2006), österreichischer Schriftsteller
- Fred Ward (1942–2022), US-amerikanischer Schauspieler
- Fred Wesley (* 1943), US-amerikanischer Posaunist
- Fred Willamowski (1935–2003), deutscher Motorradrennfahrer
- Fred White (1955–2023), US-amerikanischer Musiker
- Fred Zinnemann (1907–1997), US-amerikanischer Filmregisseur

### Familienname
- Dominique Fred (* 1992), vanuatuischer Fußballspieler
- Gunnel Fred (* 1955), schwedische Filmschauspielerin
- Nelson Fred (* 1984), seychellischer Fußballschiedsrichter

### Künstler-/Spielername
- Fred (Fußballspieler, 1979) (Helbert Frederico Carreiro da Silva; * 1979), brasilianischer Fußballspieler
- Fred (Fußballspieler, 1983) (Frederico Chaves Guedes; * 1983), brasilianischer Fußballspieler (WM-Teilnehmer 2006 und 2014, u. a.  Olympique Lyon)
- Fred (Fußballspieler, 1993) (Frederico Rodrigues de Paula Santos; * 1993), brasilianischer Fußballspieler (u. a. Schachtar Donezk)
- Fred Othon Aristidès (1931–2013), französischer Comiczeichner
- Fred Vargas (* 1957), französische Krimi-Autorin und Mittelalterarchäologin
- Fred the Godson (1985–2020), US-amerikanischer Rapper

### Fiktive Figuren
- Fred Feuerstein, Zeichentrickfigur
- Freder Fredersen, Figur aus dem deutschen Stummfilm Metropolis
- Fred Jones, Zeichentrickfigur aus der Scooby Doo Reihe
- Fred Kruepelmann aus dem Film Wo ist Fred?
- Fred Weasley aus den Harry-Potter-Romanen
- Fred Figglehorn, ein Charakter auf YouTube
- Fred vom Jupiter, Außerirdischer im gleichnamigen Lied der Neuen Deutschen Welle

## Populärkultur
- Ginger und Fred, Film von Federico Fellini (1986)
- Elsa & Fred (2005), Film von Marcos Carnevale (2005)
- Elsa & Fred (2014), Film von Michael Radford (2014)
- Wo ist Fred?, Film von Anno Saul (2006)
- Fred vom Jupiter, Lied von Andreas Dorau (1981)